# Ritosaari (ö i Kajanaland)
Ritosaari är en ö i Finland. Den ligger i vattendraget Emäjoki och i kommunen Ristijärvi i den ekonomiska regionen  Kajana ekonomiska region  och landskapet Kajanaland, i den centrala delen av landet, 500 km norr om huvudstaden Helsingfors. Öns area är 3,2 hektar och dess största längd är 290 meter i nord-sydlig riktning.